# Indirekte Rede in der spanischen Sprache
Die indirekte Rede, estilo indirecto (lateinisch oratio obliqua) ist ein sprachliches Mittel zur distanzierten, berichtenden Wiedergabe von Äußerungen, der direkten Rede, estilo directo (lateinisch oratio recta). Dabei kann die Wiedergabe der Äußerung kann wortgetreu oder verändert etwa verkürzt sein; auch die einzelnen narrativen Teile in anderer Reihenfolge als im Original wiedergeben.
Hiervon zu unterscheiden ist die freie indirekte Rede, estilo indirecto libre die ein episches Stilmittel darstellt und zwischen der direkten und indirekten Rede, zwischen Selbstgespräch und Bericht angesiedelt ist.
Folgende Sachverhalte sind zu bestimmen:
- „Sprecher“ oder „Schreiber“, emisor als die Produzenten der Aussage, direkte Rede;
- „Rezipient A“, receptor A der Hörer oder Leser der versprachlichten Information,
- „Reporter“ aus Rezipient A, reportero wenn er die gehörte oder gelesene Aussage weitergibt, indirekte Wiedergabe oder
- „Rezipient B“, receptor B der Hörer oder Leser der durch den Reporter berichteten Aussage, der indirekten Wiedergabe.

## Die indirekte Rede im Deutschen
Bei der Umformung einer direkten in eine indirekte Rede sind im Deutschen folgende Regeln zu beachten:
- Das Verb der indirekten Rede steht im Konjunktiv I
- Wenn sich aber das Verb des Konjunktiv I nicht von der Konjugationsform des Verbs für das Indikativ unterscheidet, wird der Konjunktiv II angewandt.

- Juana sagt: Die Nachbarn braten einen Storch.

Zunächst Anwendung des Konjunktiv I:
- Juana sagt, dass die Nachbarn einen Storch braten. Dies ist nicht möglich, da die Konjugationsform „braten“ im Konjunktiv I identisch ist mit dem Präsens Indikativ.

Anwendung des Konjunktiv II:
- Juana sagt, die Nachbarn brieten einen Storch. Grammatikalisch korrekte Wiedergabe.

Alternative Umschreibung „würde“-Ersatzform des Konjunktivs II auch „Konjunktiv III“ nach Becher u. Bergenholtz (1985)
- Juana sagt, die Nachbarn würden einen Storch braten.

## Die indirekte Rede im Spanischen
Bei der indirekten Rede, estilo indirecto ist also die Consecutio temporum zu beachten. Diese unterscheidet sich aber vom Deutschen. Während im Deutschen vor allem der Konjunktiv in der indirekten Rede seine Anwendung findet, wird der spanische Subjunktiv hier genau nicht verwendet. (Wenn man von wenigen Ausnahmen absieht, so wenn das Verb des ursprünglichen Satzes im Imperativ steht.) Obzwar es im Spanischen in der indirekten Rede zu Verschiebungen der Zeiten bzw. Zeitenfolge kommt, wird im Gegensatz zum Deutschen, mit wenigen Ausnahmen der Modusgebrauch nicht verändert.
In der spanischen Sprache ist es bei der Umformung entscheidend, in welcher Zeit der einleitende Satz gesetzt wurde. Ist der einleitende Satz, der Hauptsatz (Apodosis), in einer gegenwartsbezogenen Zeit, so bleibt im Nebensatz (Protasis) das Tempus der direkten Rede bestehen.
Die indirekte Redewiedergabe wird zumeist mit einer Redeeinleitung (Inquit-Formel) begonnen. Diese steht dann häufig vor der indirekten Redewiedergabe, damit dem „Rezipient B“ deutlich wird, dass man die Rede eines (anderen) „Sprechers“ wiedergibt.
Beim Prozess der Umformung der direkten in die indirekten Rede in der spanischen Sprache ändert sich das Tempus nur dann, wenn der Einführungssatz oder Redeeinleitung für die beginnende indirekte Rede, in der Inquit-Formel (lat. inquit, er sagt bzw. er sagte) also, sich in ein vergangenheitsbezogenes Tempus befindet.
Der Reporter aus „Rezipient A“ leitet die indirekte Rede durch den Gebrauch eines Verbs ein (Inquit-Formel), das sich im Wortfeld des „Sagens“ (verbum dicendi) befindet und der Konjunktion „que“. Werden dabei mehrere Sätze wiedergeben, gilt die Regel, dass das „que“ jeweils wiederholt wird.
Indirekte Fragen werden durch die Konjunktion „si“ oder einem Fragepronomen, wie etwa „qué“, „quién“ eingeleitet. – Beispiele:
```
decir; aludir; comentar; contestar; insistir en; mandar; ordenar; opinar; pedir; preguntar; recordar; responder; afirmar; informar; creer
 usw.
```

```
Ella afirma ...
 
Presente de indicativo
 oder 
Él afirmó ...
    Pretérito indefinido de indicativo

Ella dice.
   Presente de indicativo oder 
Él dijo ...
     
Pretérito indefinido de indicativo

Ella exige ...
 Presente de indicativo oder 
Él exigió ...
    Pretérito indefinido de indicativo

Él exclama ...
 Presente de indicativo oder 
Ella exclamó ...
  Pretérito indefinido de indicativo

Él explica ...
 Presente de indicativo oder 
Ella explicó ...
  Pretérito indefinido de indicativo

Ella cree ...
  Presente de indicativo oder 
Ellos creyeron ...
 Pretérito indefinido de indicativo

Él pretende ...
 Presente de indicativo oder 
Ellas prendieron ...
Pretérito indefinido de indicativo
```

Darüber hinaus werden im Spanischen, vergleichbar zum Deutschen, einige Wortelemente in der Umformung zur indirekten Rede der neuen Äußerungsweise angepasst.
- Die Person des Verbs und das Subjektpronomen.
- Die Richtung von Verben der Bewegung.
- Demonstrativ- und auch Possessivpronomen.
- Lokal- oder Ortsadverbien.[5]

## Einführungssatz oder Redeeinleitung in ein gegenwartsbezogenes Tempus
Befindet sich dieses einleitende Verb aus dem Wortfeld des „Sagens“ in ein gegenwartsbezogenes Tempus:
- Presente de indicativo
- Pretérito perfecto de indicativo
- Futuro simple
- Condicional simple.

Ändert sich der mit „que“ eingeleitete Nebensatz (Protasis) nicht, das bedeutet die Tempora des Nebensatzes entsprechen denen des Hauptsatzes (Apodosis). Die einzige Ausnahme von dieser Regel bildet der Imperativo der in die gegenwartsbezogenen Zeiten mit einbezogenen wird. Hier kommt es zu keiner Tempus-, sondern zu einer Modusänderung.
| Zeitform direkte Rede            | Tempus des Einführungssatzes | Zeitform indirekte Rede          |
| Hauptsatz (Apodosis)             | gegenwartsbezogen            | Nebensatz (Protasis)             |
| -------------------------------- | ---------------------------- | -------------------------------- |
| Presente de indicativo           | gegenwartsbezogen            | Presente de indicativo           |
| Pretérito perfecto de indicativo | gegenwartsbezogen            | Pretérito perfecto de indicativo |
| Futuro simple                    | gegenwartsbezogen            | Futuro simple                    |
| Condicional simple               | gegenwartsbezogen            | Condicional simple               |
| Imperativo                       | gegenwartsbezogen            | Presente de subjuntivo           |

## Einführungssatz oder Redeeinleitung in ein vergangenheitsbezogenes Tempus
Sobald der einleitende Satz oder das einleitende Verb des Einführungssatzes in einer Vergangenheitszeit steht, etwa im Imperfecto, Indefinido oder Pluscuamperfecto, verändert sich im Nebensatz (Protasis) die Zeit der direkten Rede. Anders gesagt, wenn sich das einleitende Verb des Einführungssatzes sich in ein vergangenheitsbezogenes Tempus befindet:
- Pretérito indefinido de indicativo
- Pretérito imperfecto de indicativo
- Pretérito pluscuamperfecto de indicativo

dann wird im Nebensatz (Protasis) die Zeitform ausgehend von der ursprünglich in der direkten Rede verwendeten Form dergestalt verändert:
| Zeitform direkte Rede                    | Tempus des Einführungssatzes | Zeitform indirekte Rede                  |
| Hauptsatz (Apodosis)                     | vergangenheitsbezogen        | Nebensatz (Protasis)                     |
| ---------------------------------------- | ---------------------------- | ---------------------------------------- |
| Presente                                 | vergangenheitsbezogen        | Pretérito imperfecto de indicativo       |
| Pretérito indefinido de indicativo       | vergangenheitsbezogen        | Pretérito pluscuamperfecto de indicativo |
| Pretérito imperfecto de indicativo       | vergangenheitsbezogen        | Pretérito imperfecto de indicativo       |
| Pretérito perfecto de indicativo         | vergangenheitsbezogen        | Pretérito pluscuamperfecto de indicativo |
| Pretérito pluscuamperfecto de indicativo | vergangenheitsbezogen        | Pretérito pluscuamperfecto de indicativo |
| Pretérito anterior de indicativo         | vergangenheitsbezogen        | Pretérito anterior de indicativo         |